# Maurice-Paul-Raoul Barbeyrac de Saint-Maurice
Maurice-Paul-Raoul Barbeyrac de Saint-Maurice, francoski general, * 1881, † 1960.